# Vuelta a Suiza 2012
La 76.ª edición de la Vuelta a Suiza se disputó desde el 9 y el 17 de junio de 2012, con un recorrido de 1.398,6 km distribuidos en nueve etapas, con inicio en Lugano y final en Sörenberg.
La carrera formó parte del UCI WorldTour 2012.
El ganador final fue Rui Costa (quien además se hizo con una etapa). Le acompañaron en el podio Fränk Schleck y Levi Leipheimer, respectivamente.
En las clasificaciones secundarias se impusieron Peter Sagan (puntos, al ganar cuatro etapas), Matteo Montaguti (montaña), Astana (equipos) y Mathias Frank (suizos).

## Equipos participantes
Tomaron parte en la carrera 20 equipos: los 18 de categoría UCI ProTeam (al ser obligada su participación); más 2 categoría Profesional Continental mediante invitación de la organización (Team SpiderTech powered by C10 y Team Type 1-Sanofi). Formando así un pelotón de 178 ciclistas, con 8 corredores cada equipo, de los que acabaron 92.
| Equipo                           | Cód. UCI | Categoría               |
| -------------------------------- | -------- | ----------------------- |
| Omega Pharma-Quick Step          | OPQ      | UCI ProTeam             |
| Katusha Team                     | KAT      | UCI ProTeam             |
| Liquigas-Cannondale              | LIQ      | UCI ProTeam             |
| Sky Procycling                   | SKY      | UCI ProTeam             |
| Pro Team Astana                  | AST      | UCI ProTeam             |
| Garmin-Barracuda                 | GRM      | UCI ProTeam             |
| Orica-GreenEDGE                  | OGE      | UCI ProTeam             |
| Lampre-ISD                       | LAM      | UCI ProTeam             |
| BMC Racing Team                  | BMC      | UCI ProTeam             |
| RadioShack-Nissan                | RNT      | UCI ProTeam             |
| Vacansoleil-DCM Pro Cycling Team | VCD      | UCI ProTeam             |
| Euskaltel-Euskadi                | EUS      | UCI ProTeam             |
| Movistar Team                    | MOV      | UCI ProTeam             |
| Rabobank Cycling Team            | RAB      | UCI ProTeam             |
| Lotto Belisol                    | LTB      | UCI ProTeam             |
| Ag2r La Mondiale                 | ALM      | UCI ProTeam             |
| FDJ-Big Mat                      | FDJ      | UCI ProTeam             |
| Team Saxo Bank                   | SAX      | UCI ProTeam             |
| Team Type 1-Sanofi               | TT1      | Profesional Continental |
| Team SpiderTech powered by C10   | SPI      | Profesional Continental |

## Etapas

### 1.ª Etapa
- 9 de junio de 2012. Lugano-Lugano, 7,3 km (CRI)

|   | Ciclista           | Equipo              | Tiempo |
| - | ------------------ | ------------------- | ------ |
| 1 | Peter Sagan        | Liquigas            | 9' 43" |
| 2 | Fabian Cancellara  | RadioShack-Nissan   | + 4"   |
| 3 | Moreno Moser       | Liquigas-Cannondale | + 7"   |
| 4 | Martin Elmiger     | Ag2r La Mondiale    | + 11"  |
| 5 | Fredrik Kessiakoff | Astana              | + 15"  |

|   | Ciclista           | Equipo              | Tiempo |
| - | ------------------ | ------------------- | ------ |
| 1 | Peter Sagan        | Liquigas-Cannondale | 9' 43" |
| 2 | Fabian Cancellara  | RadioShack-Nissan   | + 4"   |
| 3 | Moreno Moser       | Liquigas-Cannondale | + 7"   |
| 4 | Martin Elmiger     | Ag2r La Mondiale    | + 11"  |
| 5 | Fredrik Kessiakoff | Astana              | + 15"  |

### 2.ª Etapa
- 10 de junio de 2012.  Verbania-Verbier, 218,3 km

|   | Ciclista         | Equipo            | Tiempo     |
| - | ---------------- | ----------------- | ---------- |
| 1 | Rui Costa        | Movistar          | 6h 21' 13" |
| 2 | Fränk Schleck    | RadioShack-Nissan | + 4"       |
| 3 | Mikel Nieve      | Euskaltel-Euskadi | + 12"      |
| 4 | Giampaolo Caruso | Katusha           | + 13"      |
| 5 | Thibaut Pinot    | FDJ-Big Mat       | + 13"      |

|   | Ciclista        | Equipo            | Tiempo     |
| - | --------------- | ----------------- | ---------- |
| 1 | Rui Costa       | Movistar          | 6h 31' 22" |
| 2 | Fränk Schleck   | RadioShack-Nissan | + 8"       |
| 3 | Roman Kreuziger | Astana            | + 15"      |
| 4 | Thibaut Pinot   | FDJ-Big Mat       | + 19"      |
| 5 | Nicolas Roche   | Ag2r La Mondiale  | + 21"      |

### 3.ª Etapa
- 11 de junio de 2012. Martigny-Aarberg, 194,7 km

|   | Ciclista         | Equipo              | Tiempo     |
| - | ---------------- | ------------------- | ---------- |
| 1 | Peter Sagan      | Liquigas-Cannondale | 4h 35' 32" |
| 2 | Baden Cooke      | Orica-GreenEDGE     | m.t.       |
| 3 | Ben Swift        | Sky                 | m.t.       |
| 4 | Jacopo Guarnieri | Astana              | + 3"       |
| 5 | Allan Davis      | Orica-GreenEDGE     | m.t.       |

|   | Ciclista        | Equipo            | Tiempo      |
| - | --------------- | ----------------- | ----------- |
| 1 | Rui Costa       | Movistar          | 11h 06' 57" |
| 2 | Fränk Schleck   | RadioShack-Nissan | + 8"        |
| 3 | Roman Kreuziger | Astana            | + 15"       |
| 4 | Thibaut Pinot   | FDJ-Big Mat       | + 19"       |
| 5 | Nicolas Roche   | Ag2r La Mondiale  | + 21"       |

### 4.ª Etapa
- 12 de junio de 2012. Aarberg-Olten, 188,8 km

|   | Ciclista           | Equipo           | Tiempo     |
| - | ------------------ | ---------------- | ---------- |
| 1 | Peter Sagan        | Liquigas         | 4h 36' 55" |
| 2 | José Joaquín Rojas | Movistar         | m.t.       |
| 3 | Michael Albasini   | Orica-GreenEDGE  | m.t.       |
| 4 | Heinrich Haussler  | Garmin-Barracuda | m.t.       |
| 5 | Francesco Gavazzi  | Astana           | m.t.       |

|   | Ciclista        | Equipo            | Tiempo      |
| - | --------------- | ----------------- | ----------- |
| 1 | Rui Costa       | Movistar          | 15h 43' 52" |
| 2 | Fränk Schleck   | RadioShack-Nissan | + 8"        |
| 3 | Roman Kreuziger | Astana            | + 15"       |
| 4 | Thibaut Pinot   | FDJ-Big Mat       | + 19"       |
| 5 | Nicolas Roche   | Ag2r La Mondiale  | + 21"       |

### 5.ª Etapa
- 13 de junio de 2012. Olten-Gansingen, 192,7 km

|   | Ciclista          | Equipo            | Tiempo     |
| - | ----------------- | ----------------- | ---------- |
| 1 | Vladimir Isaichev | Katusha           | 4h 58' 28" |
| 2 | Rubén Pérez       | Euskaltel-Euskadi | m.t.       |
| 3 | Salvatore Puccio  | Sky               | m.t.       |
| 4 | Karsten Kroon     | Saxo Bank         | m.t.       |
| 5 | Sébastien Minard  | Ag2r La Mondiale  | m.t.       |

|   | Ciclista        | Equipo            | Tiempo      |
| - | --------------- | ----------------- | ----------- |
| 1 | Rui Costa       | Movistar          | 20h 53' 27" |
| 2 | Fränk Schleck   | RadioShack-Nissan | + 8"        |
| 3 | Roman Kreuziger | Astana            | + 15"       |
| 4 | Thibaut Pinot   | FDJ-Big Mat       | + 19"       |
| 5 | Nicolas Roche   | Ag2r La Mondiale  | + 21"       |

### 6.ª Etapa
- 14 de junio de 2012. Wittnau- Bischofszell, 198,5 km

|   | Ciclista         | Equipo              | Tiempo     |
| - | ---------------- | ------------------- | ---------- |
| 1 | Peter Sagan      | Liquigas-Cannondale | 4h 30' 08" |
| 2 | Ben Swift        | Sky                 | m.t.       |
| 3 | Allan Davis      | Orica-GreenEDGE     | m.t.       |
| 4 | Michael Albasini | Orica-GreenEDGE     | m.t.       |
| 5 | Óscar Freire     | Katusha             | m.t.       |

|   | Ciclista        | Equipo            | Tiempo      |
| - | --------------- | ----------------- | ----------- |
| 1 | Rui Costa       | Movistar          | 25h 23' 38" |
| 2 | Fränk Schleck   | RadioShack-Nissan | + 8"        |
| 3 | Roman Kreuziger | Astana            | + 15"       |
| 4 | Thibaut Pinot   | FDJ-Big Mat       | + 19"       |
| 5 | Nicolas Roche   | Ag2r La Mondiale  | + 21"       |

### 7.ª Etapa
- 15 de junio de 2012. Gossau-Gossau, 34,3 km (CRI)

|   | Ciclista           | Equipo            | Tiempo  |
| - | ------------------ | ----------------- | ------- |
| 1 | Fredrik Kessiakoff | Astana            | 46' 36" |
| 2 | Fabian Cancellara  | RadioShack-Nissan | + 2"    |
| 3 | Maxime Monfort     | RadioShack-Nissan | + 20"   |
| 4 | Jérémy Roy         | FDJ-Big Mat       | + 25"   |
| 5 | Robert Gesink      | Rabobank          | + 27"   |

|   | Ciclista           | Equipo            | Tiempo      |
| - | ------------------ | ----------------- | ----------- |
| 1 | Rui Costa          | Movistar          | 26h 10' 55" |
| 2 | Roman Kreuziger    | Astana            | + 50"       |
| 3 | Robert Gesink      | Rabobank          | + 55"       |
| 4 | Alejandro Valverde | Movistar          | + 1' 04"    |
| 5 | Fränk Schleck      | RadioShack-Nissan | m.t.        |

### 8.ª Etapa
- 16 de junio de 2012. Bischofszell-Arosa, 148,2 km

|   | Ciclista         | Equipo                 | Tiempo     |
| - | ---------------- | ---------------------- | ---------- |
| 1 | Michael Albasini | Orica-GreenEDGE        | 3h 45' 39" |
| 2 | Mikel Nieve      | Euskaltel-Euskadi      | + 1' 15"   |
| 3 | Levi Leipheimer  | Omega Pharma-QuickStep | m.t.       |
| 4 | Fränk Schleck    | RadioShack-Nissan      | m.t.       |
| 5 | Robert Gesink    | Rabobank               | + 1' 36"   |

|   | Ciclista        | Equipo                 | Tiempo      |
| - | --------------- | ---------------------- | ----------- |
| 1 | Rui Costa       | Movistar               | 29h 58' 39" |
| 2 | Fränk Schleck   | RadioShack-Nissan      | + 14"       |
| 3 | Levi Leipheimer | Omega Pharma-QuickStep | + 21"       |
| 4 | Robert Gesink   | Rabobank               | + 25"       |
| 5 | Mikel Nieve     | Euskaltel-Euskadi      | + 40"       |

### 9.ª Etapa
- 17 de junio de 2012. Näfels-Sörenberg, 215,8 km

|   | Ciclista           | Equipo           | Tiempo     |
| - | ------------------ | ---------------- | ---------- |
| 1 | Tanel Kangert      | Astana           | 5h 54' 22" |
| 2 | Jérémy Roy         | FDJ-Big Mat      | + 2"       |
| 3 | Matteo Montaguti   | Ag2r La Mondiale | + 31"      |
| 4 | Robert Kiserlovski | Astana           | + 1' 46"   |
| 5 | Steven Kruijswijk  | Rabobank         | m.t.       |

|   | Ciclista        | Equipo                 | Tiempo      |
| - | --------------- | ---------------------- | ----------- |
| 1 | Rui Costa       | Movistar               | 35h 54' 49" |
| 2 | Fränk Schleck   | RadioShack-Nissan      | + 14"       |
| 3 | Levi Leipheimer | Omega Pharma-QuickStep | + 21"       |
| 4 | Robert Gesink   | Rabobank               | + 25"       |
| 5 | Mikel Nieve     | Euskaltel-Euskadi      | + 40"       |

## Clasificaciones

### Clasificación general
| Posición | Ciclista           | Equipo                 | Tiempo      |
| -------- | ------------------ | ---------------------- | ----------- |
|          | Rui Costa          | Movistar               | 35h 54' 49" |
| 2        | Fränk Schleck      | RadioShack-Nissan      | + 14"       |
| 3        | Levi Leipheimer    | Omega Pharma-QuickStep | + 21"       |
| 4        | Robert Gesink      | Rabobank               | + 25"       |
| 5        | Mikel Nieve        | Euskaltel-Euskadi      | + 40"       |
| 6        | Roman Kreuziger    | Astana                 | + 47"       |
| 7        | Tom Danielson      | Garmin-Barracuda       | + 48"       |
| 8        | Steven Kruijswijk  | Rabobank               | + 59"       |
| 9        | Alejandro Valverde | Movistar               | + 1' 42"    |
| 10       | Nicolas Roche      | Ag2r La Mondiale       | + 1' 52"    |

### Clasificación por puntos
| Posición | Ciclista           | Equipo              | Puntos |
| -------- | ------------------ | ------------------- | ------ |
|          | Peter Sagan        | Liquigas-Cannondale | 102    |
| 2        | Matteo Montaguti   | Ag2r La Mondiale    | 32     |
| 3        | Tanel Kangert      | Astana              | 31     |
| 4        | Jérémy Roy         | FDJ-Big Mat         | 28     |
| 5        | José Joaquín Rojas | Movistar            | 27     |

### Clasificación de la montaña
| Posición | Ciclista          | Equipo            | Puntos |
| -------- | ----------------- | ----------------- | ------ |
|          | Matteo Montaguti  | Ag2r La Mondiale  | 73     |
| 2        | Tanel Kangert     | Astana            | 39     |
| 3        | Jérémy Roy        | FDJ-Big Mat       | 35     |
| 4        | Fränk Schleck     | RadioShack-Nissan | 30     |
| 5        | Vladimir Isaichev | Katusha           | 21     |

### Clasificación por equipos
| Posición | Equipo            | Tiempo       |
| -------- | ----------------- | ------------ |
|          | Astana            | 107h 46' 30" |
| 2        | Rabobank          | + 6' 48"     |
| 3        | Euskaltel-Euskadi | + 8' 33"     |
| 4        | Ag2r La Mondiale  | + 17' 42"    |
| 5        | RadioShack-Nissan | + 22' 47"    |

### Clasificación de los suizos
| Posición | Ciclista           | Equipo           | Tiempo      |
| -------- | ------------------ | ---------------- | ----------- |
|          | Mathias Frank      | BMC Racing       | 35h 57' 10" |
| 2        | Martin Elmiger     | Ag2r La Mondiale | + 19' 55"   |
| 3        | Rubens Bertogliati | Type 1-Sanofi    | + 28' 14"   |

## Evolución de las clasificaciones
| Etapa (Vencedor)                   | Clasificación general | Clasificación por puntos | Clasificación de la montaña | Clasificación por equipos | Clasificación de los suizos |
| ---------------------------------- | --------------------- | ------------------------ | --------------------------- | ------------------------- | --------------------------- |
| Etapa 1 (CRI) (Peter Sagan)        | Peter Sagan           | Peter Sagan              | no se entregó               | Liquigas-Cannondale       | Fabian Cancellara           |
| Etapa 2 (Rui Costa)                | Rui Costa             | Peter Sagan              | Fränk Schleck               | Astana                    | Mathias Frank               |
| Etapa 3 (Peter Sagan)              | Rui Costa             | Peter Sagan              | Fränk Schleck               | RadioShack-Nissan         | Mathias Frank               |
| Etapa 4 (Peter Sagan)              | Rui Costa             | Peter Sagan              | Fränk Schleck               | Astana                    | Mathias Frank               |
| Etapa 5 (Vladimir Isaichev)        | Rui Costa             | Peter Sagan              | Vladimir Isaichev           | Euskaltel-Euskadi         | Mathias Frank               |
| Etapa 6 (Peter Sagan)              | Rui Costa             | Peter Sagan              | Vladimir Isaichev           | Euskaltel-Euskadi         | Mathias Frank               |
| Etapa 7 (CRI) (Fredrik Kessiakoff) | Rui Costa             | Peter Sagan              | Vladimir Isaichev           | Euskaltel-Euskadi         | Mathias Frank               |
| Etapa 8 (Michael Albasini)         | Rui Costa             | Peter Sagan              | Michael Albasini            | Euskaltel-Euskadi         | Mathias Frank               |
| Etapa 9 (Tanel Kangert)            | Rui Costa             | Peter Sagan              | Matteo Montaguti            | Astana                    | Mathias Frank               |
| Final                              | Rui Costa             | Peter Sagan              | Matteo Montaguti            | Astana                    | Mathias Frank               |